# Eleição da cidade-sede dos Jogos Olímpicos de Inverno de 2010
A eleição da cidade-sede dos Jogos Olímpicos de Inverno de 2010 ocorreu em 2 de junho de 2003, durante a 115ª Sessão do COI, realizada em Praga, República Checa. Três cidades eram candidatas:
- PyeongChang
- Salzburgo
- Vancouver

A votação seguiu o procedimento habitual: na primeira rodada, cada membro do COI com direito a voto escolheria uma das três candidatas. No final, caso nenhuma atingisse a maioria absoluta, a menos votada era eliminada e a votação recomeçava com as restantes. Salzburgo recebeu menos votos na primeira rodada e foi eliminada. Na final, Vancouver derrotou PyeongChang:
| Cidade      | CON           | 1ª rodada | 2ª rodada |
| ----------- | ------------- | --------- | --------- |
| Vancouver   | Canadá        | 40        | 56        |
| PyeongChang | Coreia do Sul | 51        | 53        |
| Salzburgo   | Áustria       | 16        | —         |

## Outras cidades
As seguintes cidades não foram escolhidas como finalistas pelo COI:
- Andorra-a-Velha
- Harbin
- Jaca
- Sarajevo